# Барвінківський краєзнавчий музей
Барвінківський краєзнавчий музей — комунальний музейний заклад краєзнавчого профілю в місті Барвінковому (районний центр Харківської області); важливе зібрання матеріалів з історії, етнографії та видатних осіб Барвінківщини.

## Історія
Музей у Барвінковому створений в 1936 (за іншими даними — 1934) році завдяки старанням групи місцевих ентузіастів на чолі з художником і колекціонером старожитностей Іваном Олексійовичем Плисом. 
До війни 1941-1945 рр. музей працював на громадських засадах і розташовувався у 2-х невеличких кімнатах у т. зв. «будинку оборони» в районному центрі селі (з 1938 року місті) Барвінковому. 
До війни в музеї була цікава колекція старожитностей — старовинних меблів, прикрас, предметів декоративно-ужиткового мистецтва, творів образотворчого мистецтва.
З початком війни музей припинив свою діяльність, більша частина колекції втрачена.
Після першого звільнення міста Барвінкового від фашистських окупантів взимку 1942 року рішенням Харківської обласної ради №175 від 26 березня 1942 року музей повинен був відновити роботу, але втілити в життя рішення не вдалося — місто було окуповане вдруге.
Після війни в 1946 році музей реорганізований і відновив роботу. Розташовувався в приміщенні міського кінотеатру (на нинішній вулиці Свердлова), де займав площу 59 м², з них під експозицією було 35 м². Заклад мав близько 2 тисяч музейних предметів. Директором музею був Дяченко Іван Сергійович. 
У 1950 році музей знову закрито. 
В 1960 році завдяки клопотанням І. Дяченка музей було відкрито і розташовано в аварійному приміщенні. Через півтора року його знову було закрито. І після першого, і після другого його закриття найцінніші експонати вивозилися в інші музеї.
В 1974 році музей знову відкрито, але як художній. В ньому були виставлені роботи І. О. Плиса та інших авторів (С. Васильківського, М. Раєвської-Іванової). Містився заклад спочатку на розі вулиць Б. Хмельницького і Кірова, а згодом (від 1983 року) переведений на центральну площу міста. Остання експозиція мала площу 310 м², музей мав 4 475 одиниць зберігання, серед яких археологічні та етнографічні колекції, оригінальні документи, фотографії, періодичні видання минулих років тощо.
В 1977 році музей отримав звання народного.           
3 березня 1990 року Постановою Ради Міністрів УРСР за № 50 було прийняте рішення про створення в Барвінковому краєзнавчої філії Харківського історичного музею. 3 квітня того ж року було видане відповідне розпорядження голови виконкому Харківської обласної ради народних депутатів О. С. Масельського. Музей було вирішено розташувати в будівлі початку ХХ століття за адресою: вул. Першотравнева, 5.
У травні 2003 року в сусідньому приміщенні (вул. Першотравнева, 3) було відкрито художній відділ Барвінківського краєзнавчого музею.
Директори музею (протягом його існування):
- Плис Іван Олексійович (?);
- Дяченко Іван Сергійович;
- Молгачов Олег Олександрович;
- Плис Антоніна Яківна;
- Троян Юрій Васильович;
- Мітін Юрій Іванович

## Фонди, експозиція, відділи, діяльність
Барвінківський краєзнавчий музей має понад 9 тисяч одиниць зберігання, з них творів мистецтва: живопису — понад 300; скульптур — 16; предметів декоративно-ужиткового мистецтва — понад 100. 
Виставкові площі музею дозволяють експонувати одночасно не більше 30% експонатів.
Історико-краєзнавчий відділ музею має 6 виставкових зал: 
- природничо-археологічний;
- чотири зали присвячені історичним періодам розвитку міста і району;
- шоста зала призначена для тимчасових експозицій.

Художній відділ Барвінківського краєзнавчого музею має 4 виставкові зали, з яких дві тематичні: одна присвячена роботам І. О. Плиса, друга — життю і творчості М. Д. Раєвської-Іванової.
Музей проводить значну роботу з популяризації історії міста і району. Так, починаючи від 2003 року його працівниками ведеться робота із створення Енциклопедії Барвінківщини.
Серед відвідувачів музею громадяни України, Греції, Канади, Німеччини, Росії та інших країн.

## Виноски
1. ↑  Барвінківський краєзнавчий музей на www.prostir.museum («Музейний простір України»)